# Papyrus 39
Papyrus 39 (nach Gregory-Aland mit Sigel {\displaystyle {\mathfrak {P}}}39 bezeichnet) ist eine frühe griechische Abschrift des Neuen Testaments. Dieses Papyrusmanuskript des Johannesevangeliums besteht nur aus den Versen 8,14–22. Mittels Paläographie wurde es auf das 3. Jahrhundert datiert. Es wurde von einem professionellen Schreiber mit 25 Zeilen je Seite in großen schönen Buchstaben erstellt. Die Seiten sind nummeriert.
Der griechische Text des Kodex repräsentiert den alexandrinischen Texttyp (oder eher einen proto-alexandrinischen Texttyp). Kurt Aland ordnete ihn in Kategorie I ein.
{\displaystyle {\mathfrak {P}}}39 zeigt Übereinstimmungen mit dem Codex Vaticanus und {\displaystyle {\mathfrak {P}}}75. Er enthält keine einzigartigen Lesarten.
1924 dem damaligen Crozer Theological Seminary übergeben, wurde er in der Ambrose Swabey Library der Colgate Rochester Divinity School in Rochester, New York  unter der Inv. Nr. 8864 aufbewahrt, bis er 2008 bei Sotheby’s versteigert wurde. Heute ist der Papyrus Teil der Green Collection.